# Agata Grenda
Agata Grenda (ur. 1976 w Kaliszu) – polska menadżerka kultury, dyplomatka, przedsiębiorczyni. Specjalizuje się w projektach międzynarodowych, dyplomacji publicznej, współpracy kultury z biznesem. Od września 2021 dyrektorka Gdańskiego Teatru Szekspirowskiego.

## Życiorys

### Wykształcenie
Jest absolwentką Liceum Ogólnokształcącego im św. Marii Magdaleny w Poznaniu. W 2000 r. ukończyła studia na kierunku filologii polskiej (profil dziennikarski) na Wydziale Filologii Polskiej i Klasycznej Uniwersytetu im A. Mickiewicza w Poznaniu. Na poznańskim uniwersytecie ukończyła także Studia Podyplomowe w zakresie psychologii w marketingu i zarządzaniu na Wydziale Nauk Społecznych – Instytucie Psychologii.

### Kariera zawodowa
Po studiach związana była z Fundacją Vox-Artis Promocja Polskiej Sztuki Współczesnej (jako menadżerka projektów) i Teatrem Nowym w Poznaniu (kierowniczka impresariatu).
Od marca 2006 r. do lipca 2011 r. wicekonsul i wicedyrektorka w Instytucie Kultury Polskiej w Nowym Jorku, odpowiedzialna była także za program sztuk performatywnych. Wśród zrealizowanych przez nią w tym czasie projektów (wraz z amerykańskimi partnerami) znalazły się m.in. produkcja broadwayowskiego spektaklu „Irena’s Vow”, w reżyserii Michaela Parvy w Walter Kerr Theater; prezentacja pierwszej polskiej produkcji w historii Lincoln Center Festival – „Kalkwerku” w reż. Krystiana Lupy; organizacja Roku Jerzego Grotowskiego w Nowym Jorku (z prof. Richardem Schechnerem z New York University jako kuratorem); organizacja festiwalu nowej polskiej dramaturgii „Made in Poland” w 59E59 Theater na Manhattanie.
Od września 2011 r. do września 2015 r. dyrektorka Departamentu Kultury w Urzędzie Marszałkowskim Województwa Wielkopolskiego. Zainicjowała m.in. projekt „Wielkopolska: Rewolucje” (2012-2014, III edycje), zapraszając do współpracy kuratorkę Agatę Siwiak. Projekt okrzyknięto m.in. „jednym z najlepszych przedsięwzięć kultury partycypacyjnej, jakie pojawiły się w Polsce w ostatnich latach” (Roman Pawłowski, Krytyka Polityczna). Kuratorka projektu Agata Siwiak oraz czterech artystów biorących w nim udział zostali nominowani do Paszportów Polityki 2013.
W latach 2013–2014 z ramienia Marszałka Województwa Wielkopolskiego wiceprzewodniczyła Wielkopolskiej Radzie Działalności Pożytku Publicznego.
Od października 2015 do lutego 2017 r. konsul oraz dyrektorka Instytutu Kultury Polskiej w Nowym Jorku. Po wygranych przez Prawo i Sprawiedliwość wyborach w 2015 r. została odwołana ze stanowiska przez Ministra Spraw Zagranicznych Witolda Waszczykowskiego. Oficjalne pismo do polskiego MSZ, sprzeciwiające się tej decyzji wystosowali i podpisali wiodący nowojorscy menadżerowie kultury, dyrektorzy instytucji i organizacji pozarządowych, przedstawiciele uczelni.
Od kwietnia 2017 r. do sierpnia 2021 r. właścicielka firmy Grenda. Produkcja Kultury, wspierającej instytucje kultury, uczelnie wyższych, samorządy, organizacje zajmujące się kulturą, edukacją i rozrywką merytorycznie oraz produkcyjnie (wszystkie dziedziny sztuki). Organizowała i prowadziła warsztaty z zakresu komunikacji, networkingu, budowania publiczności czy współpracy międzynarodowej. Współpracowała m.in. z Uniwersytetem Artystycznym w Poznaniu, Estradą Poznańską, Orkiestrą Kameralną Polskiego Radia AMADEUS, Urzędem Miasta Poznania, FANDOM, Ceramiką Tubądzin, Agencją V5 Group.
Od września 2021 r. sprawuje funkcję dyrektorki Gdańskiego Teatru Szekspirowskiego i międzynarodowego Festiwalu Szekspirowskiego. Współproducentka spektaklu muzycznego „1989” w reżyserii Katarzyny Szyngiery.

### Życie prywatne
Certyfikowana nauczycielka jogi power vinyasa.